# (7364) Otonkučera
(7364) Otonkučera, désignation internationale (7364) Otonkucera, est un astéroïde de la ceinture principale.

## Description
(7364) Otonkucera est un astéroïde de la ceinture principale. Il fut découvert le 22 mai 1996 à Visnjan par Korado Korlević. Il présente une orbite caractérisée par un demi-grand axe de 2,27 UA, une excentricité de 0,16 et une inclinaison de 2,3° par rapport à l'écliptique.

## Compléments